# Caixa DSG

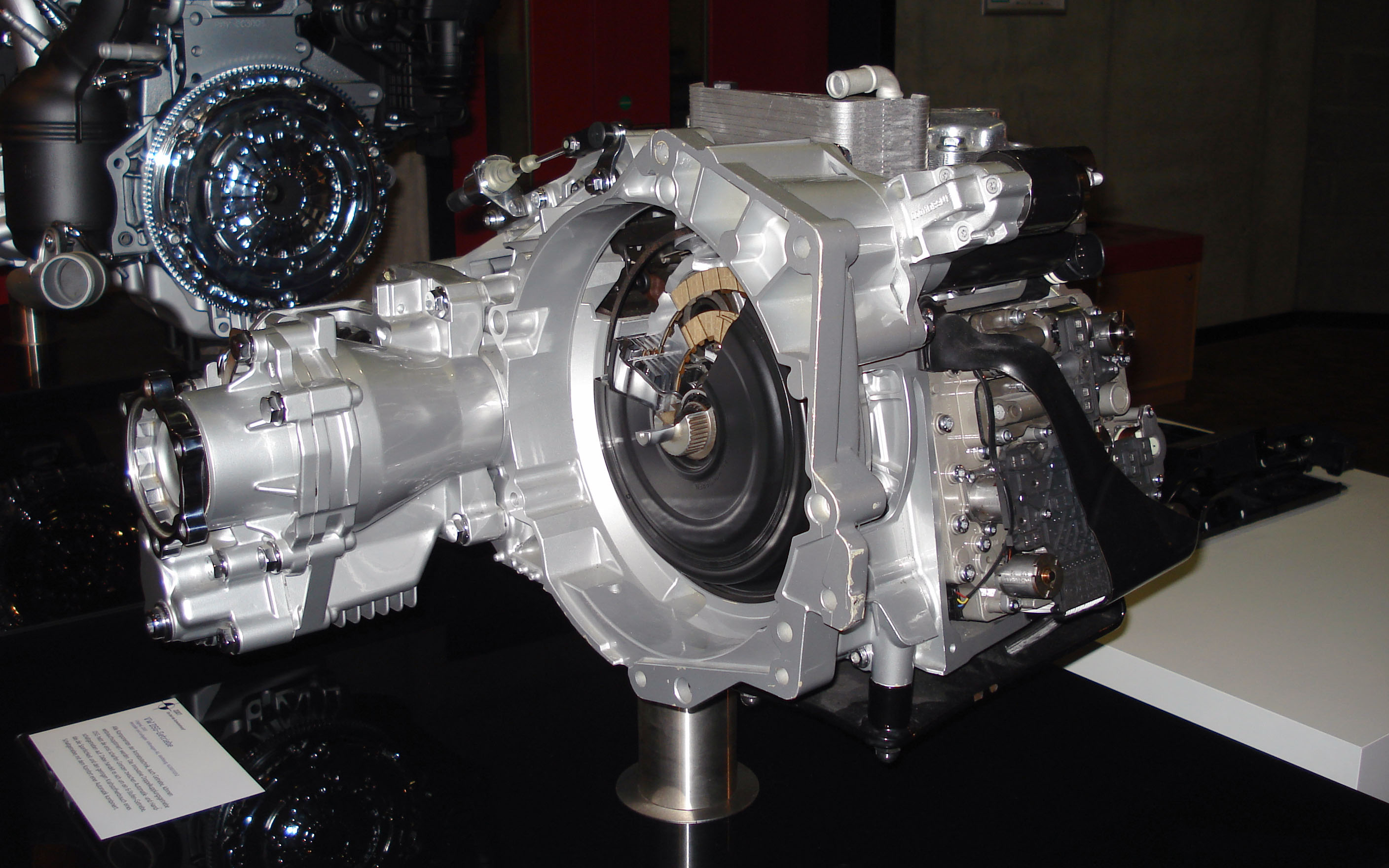
Transmissão DSG.

Caixa DSG (do inglês Direct Shift Gearbox), é uma caixa de velocidades (caixa de marchas) automatizada ou semi manual.
O conceito desta caixa de velocidades deriva diretamente do automobilismo. Baseia-se na tecnologia de uma caixa de velocidades manual, fornecendo força e confiabilidade, e é operada por um sistema de gestão eletro-hidráulico, que proporciona a suavidade e o conforto semelhantes à uma caixa de velocidades automática.
Utiliza uma dupla embreagem multi-disco à seco derivada ou banhada em óleo lubrificante, dispondo de vários programas de funcionamento automático. Ambas as características mencionadas contribuem para um excelente conforto e suavidade de funcionamento. Permite que o condutor intervenha de forma direta na mudança de velocidades, com uma resposta instantânea e sem que se sinta qualquer transição entre as velocidades engrenadas.
A caixa de velocidades DSG dispõe de um módulo mecatrônico extremamente complexo, que controla um circuito hidráulico utilizado para a conexão das velocidades, todas elas sincronizadas. A gestão eletrônica também conta com um sistema de diagnóstico igualmente complexo, aspecto muito importante para o serviço pós-venda, uma vez que simplifica a verificação do sistema. Atualmente diversos modelos da VW-Audi, Porsche e subsidiárias dispõem da transmissão DSG.